# Conrad Homfeld
Conrad Homfeld est un cavalier de saut d'obstacles américain né le 25 décembre 1951. 

## Palmarès
- 1980 : vainqueur de la finale de la coupe du monde avec Balbuco.
- 1984 : médaille d'argent en individuel et or par équipe aux Jeux olympiques de Los Angeles aux États-Unis avec Abdullah.
- 1985 : vainqueur de la finale de la coupe du monde avec Abdullah.
- 1986 : médaille d'or par équipe aux championnats du monde d'Aix-la-Chapelle en Allemagne avec Abdullah.